# NGC 3017
NGC 3017 is een elliptisch sterrenstelsel in het sterrenbeeld Sextant. Het hemelobject werd in 1886 ontdekt door de Amerikaanse astronoom Ormond Stone.

## Synoniemen
- MCG 0-25-19
- ZWG 7.40
- NPM1G -02.0240
- PGC 28220